# Klasztor Dominikanów w Myśliborzu
Klasztor Dominikanów w Myśliborzu – jedyny klasztor dominikanów w Nowej Marchii. Miał formę czworoboku: trzy skrzydła zajmował klasztor, w jednym mieścił się kościół. Do naszych czasów zachował się kościół i jedno skrzydło klasztorne. Obecnie w zabudowaniach klasztornych mają swoją siedzibę lokalne instytucje kulturalne: Myśliborski Ośrodek Kultury oraz Miejska i Powiatowa Biblioteka Publiczna.

## Kościół klasztorny

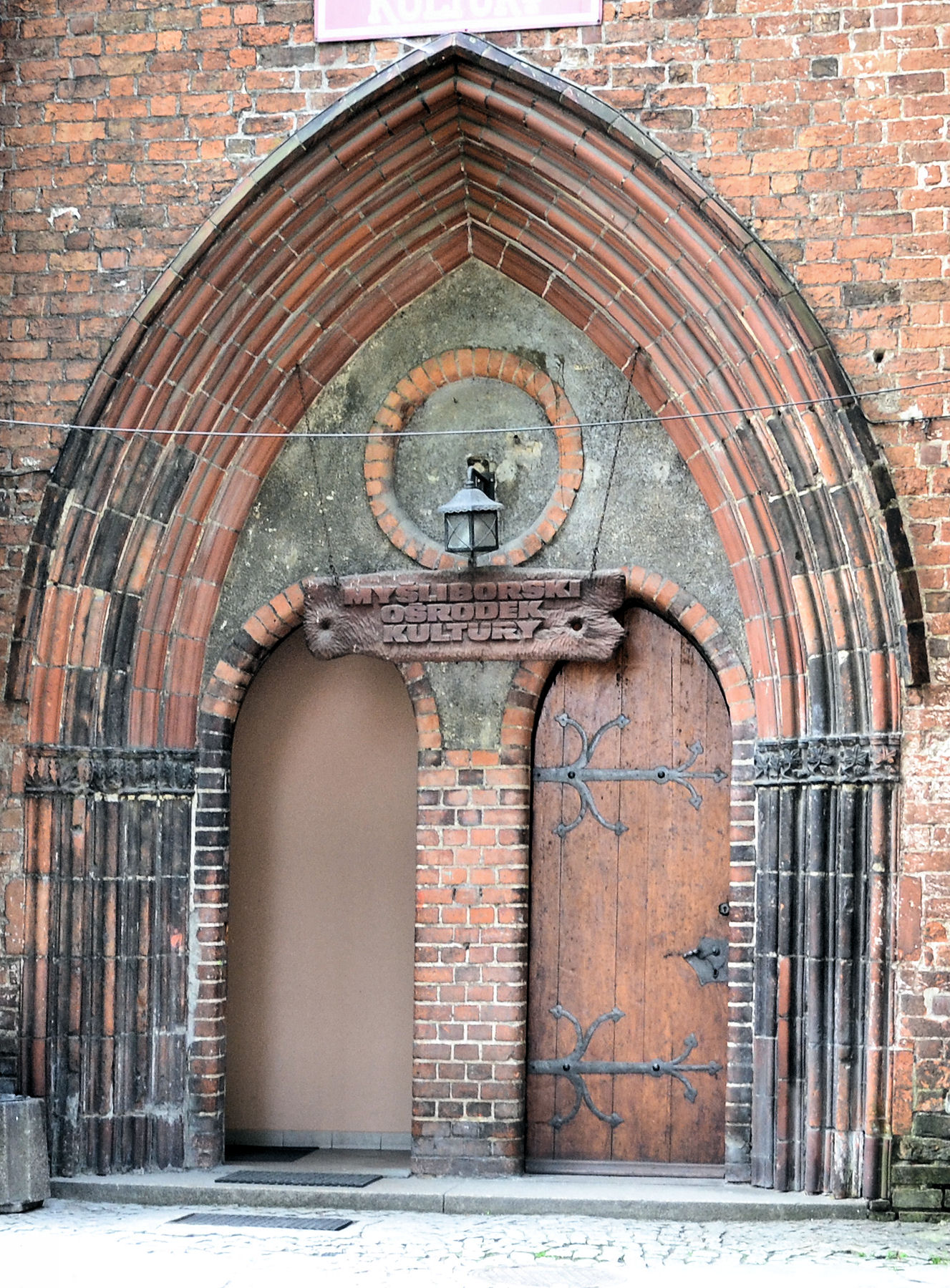
Portal w skrzydle kościelnym z ok. 1300 r.

Trzynastowieczna, gotycka, orientowana, pierwotnie ośmioprzęsłowa, ceglana świątynia z szachulcową wieżą z 1738.
Kościół zbudowany został w drugiej połowie XIII w. i pełnił funkcję świątyni dworskiej przebywającego często w Myśliborzu margrabiego Albrechta III. W kościele pochowani zostali dwaj synowie margrabiego. W 1433 husyci doszczętnie zniszczyli kościół. Do końca XV w. świątynia została odbudowana. 
W latach 1539–1593 - kościół pełnił funkcję fary luterańskiej (ze względu na zniszczenia wywołane pożarem kolegiaty). W XVI w. dla kościoła zostały ufundowane: dzwony (1541-59), ambona (1568) oraz organy (1575). 
W 1635 zawaliły się sklepienia trzech wschodnich przęseł kościoła. Przęseł tych już nie odbudowywano lecz skrócono kościół o ok. 20 m - do długości 42 m, jaką świątynia ma obecnie.
W 1717 zawaliła się wieża niszcząc sklepienia zachodnich przęseł świątyni. Odbudowę przeprowadzono w latach 1734-38, przy czym sklepienia zastąpiono stropami.
W XIX w. funkcje sakralne pełniły tylko 4 przęsła nawy. Pozostała część wykorzystywana była jako koszary i spichlerz.
W latach 1927-28 przeprowadzono generalny remont budynku przystosowując go do pełnienia funkcji domu ludowego.
W drugiej połowie lat czterdziestych XX w. następowała częsta zmiana sposobu wykorzystania budynku. Mieścił się tu m.in. radziecki szpital polowy, a następnie polski szpital cywilny (1945), Dom Społeczno-Oświatowy (1946), Liceum Pedagogiczne (1946), bursa żeńska Liceum Pedagogicznego (1946-7), Powiatowa Biblioteka Publiczna (1947), sala muzyczna Liceum Pedagogicznego (1947-49).
Od 1955 w budynku miał swoją siedzibę Powiatowy Dom Kultury, przekształcony w 1975 (po gruntownym remoncie w latach 1968-71) w Myśliborski Ośrodek Kultury.

## Zabudowania klasztorne

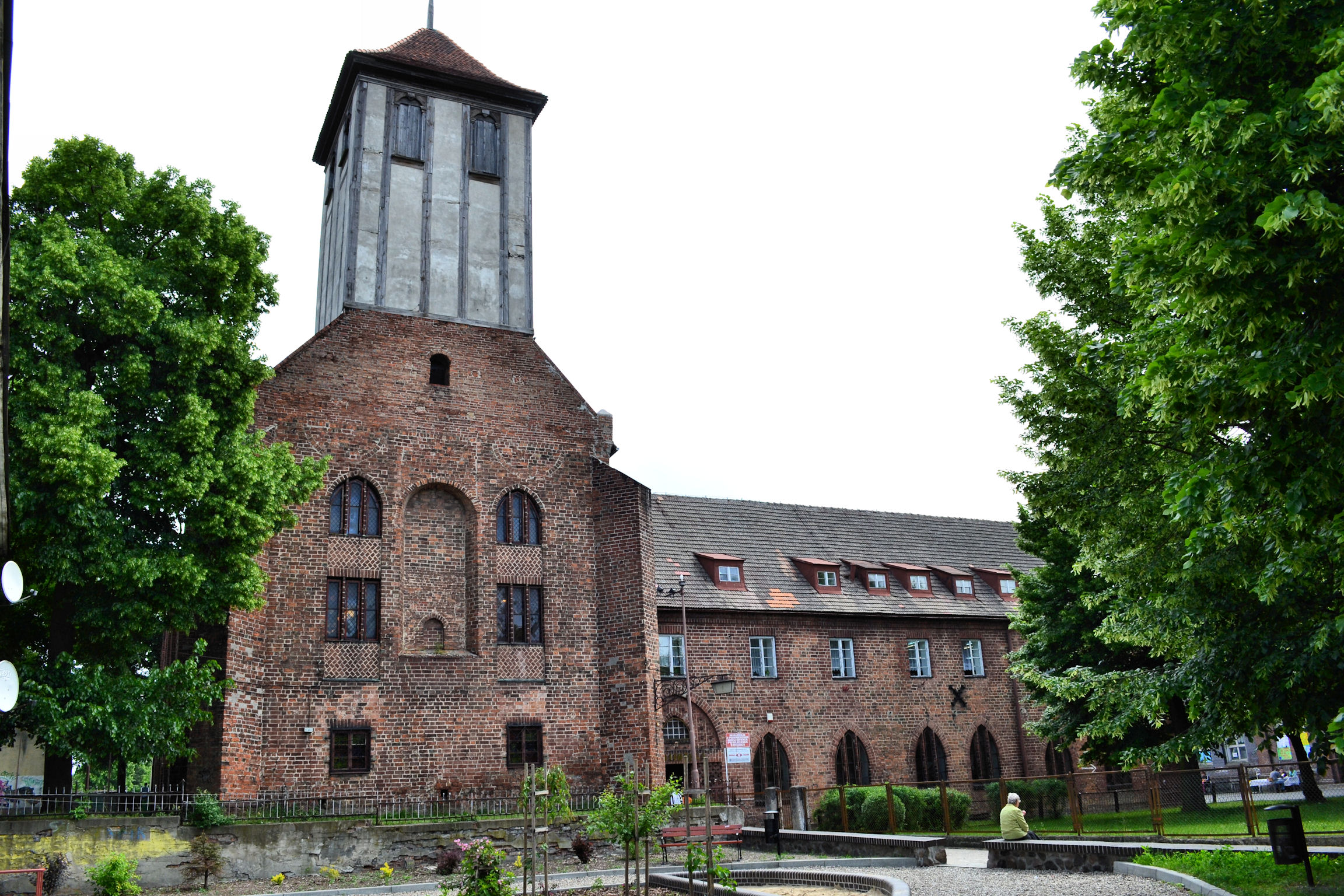
Skrzydło klasztorne (z prawej) oraz wieża kościoła klasztornego (z lewej)

Zabudowania klasztorne powstały w tym samym okresie co kościół (II połowa XIII w.). W dotrwałym do naszych czasów skrzydle zachowały się dwa pomieszczenia przykryte sklepieniem kryształowym oraz palmowym (wspartym na jednym filarze). Przypuszcza się, że w pomieszczeniach tych mógł znajdować się refektarz lub kuchnia. Piętro przeznaczone było na cele (pokoje) dla zakonników.
W XIII w. przy klasztorze działała szkoła. W 1543 nastąpiła sekularyzacja klasztoru, a po kilku latach (w 1547) jego ostateczna likwidacja. 
Podczas I wojny światowej w dawnych zabudowaniach klasztornych ulokowani zostali uchodźcy wojenni. 
W latach 1927-28 przeprowadzono generalny remont pomieszczeń przystosowując je do pełnienia funkcji muzeum regionalnego. Muzeum to działało w murach klasztornych od 1928 do 1945 r. W 1956 uruchomiono tu Miejską i Powiatową Bibliotekę Publiczną. Instytucja ta działa do dziś. W międzyczasie (w latach 1968-71) dokonano generalnego remontu obiektu).

Wnętrza
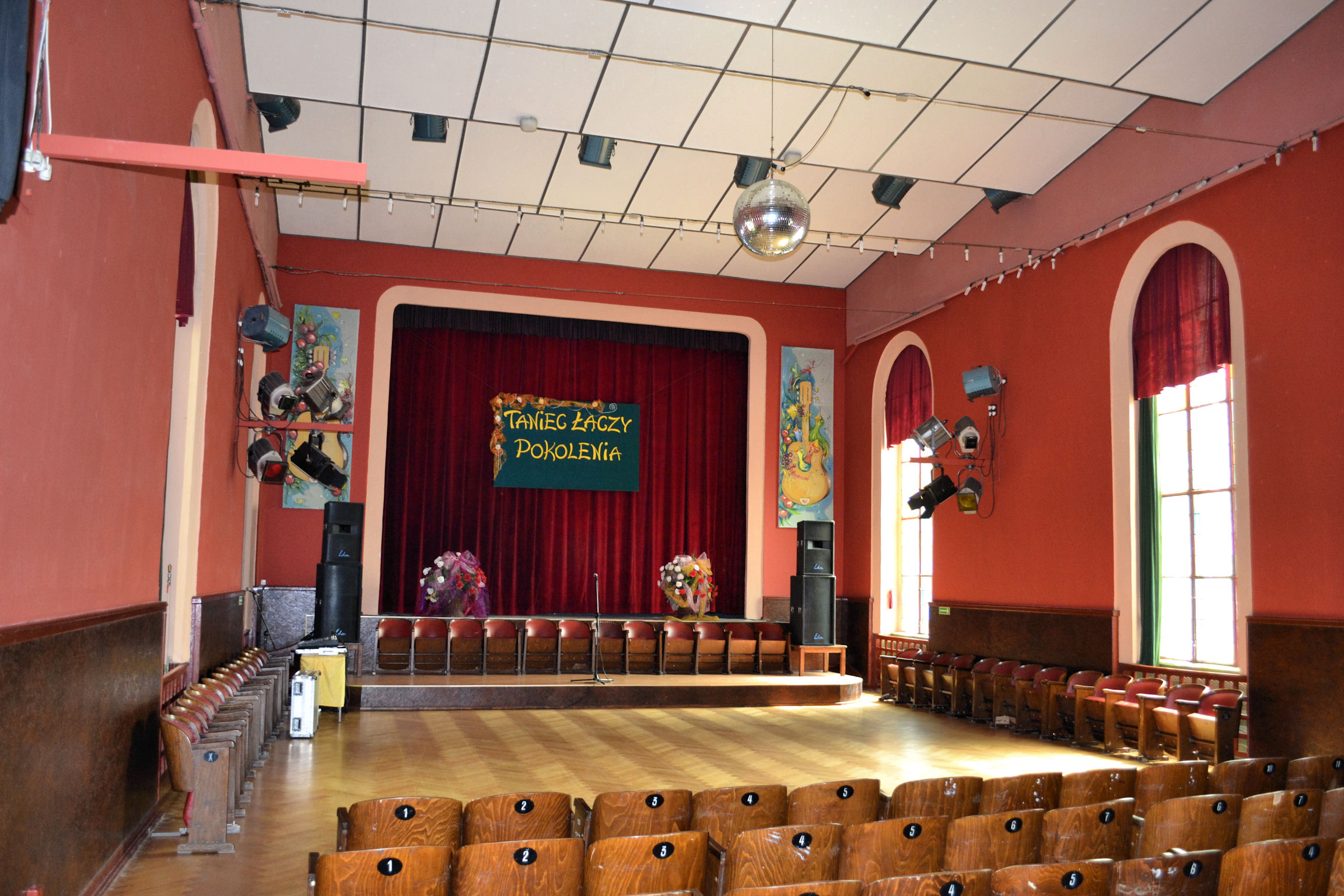
Sala sceniczna w dawnym skrzydle kościelnym
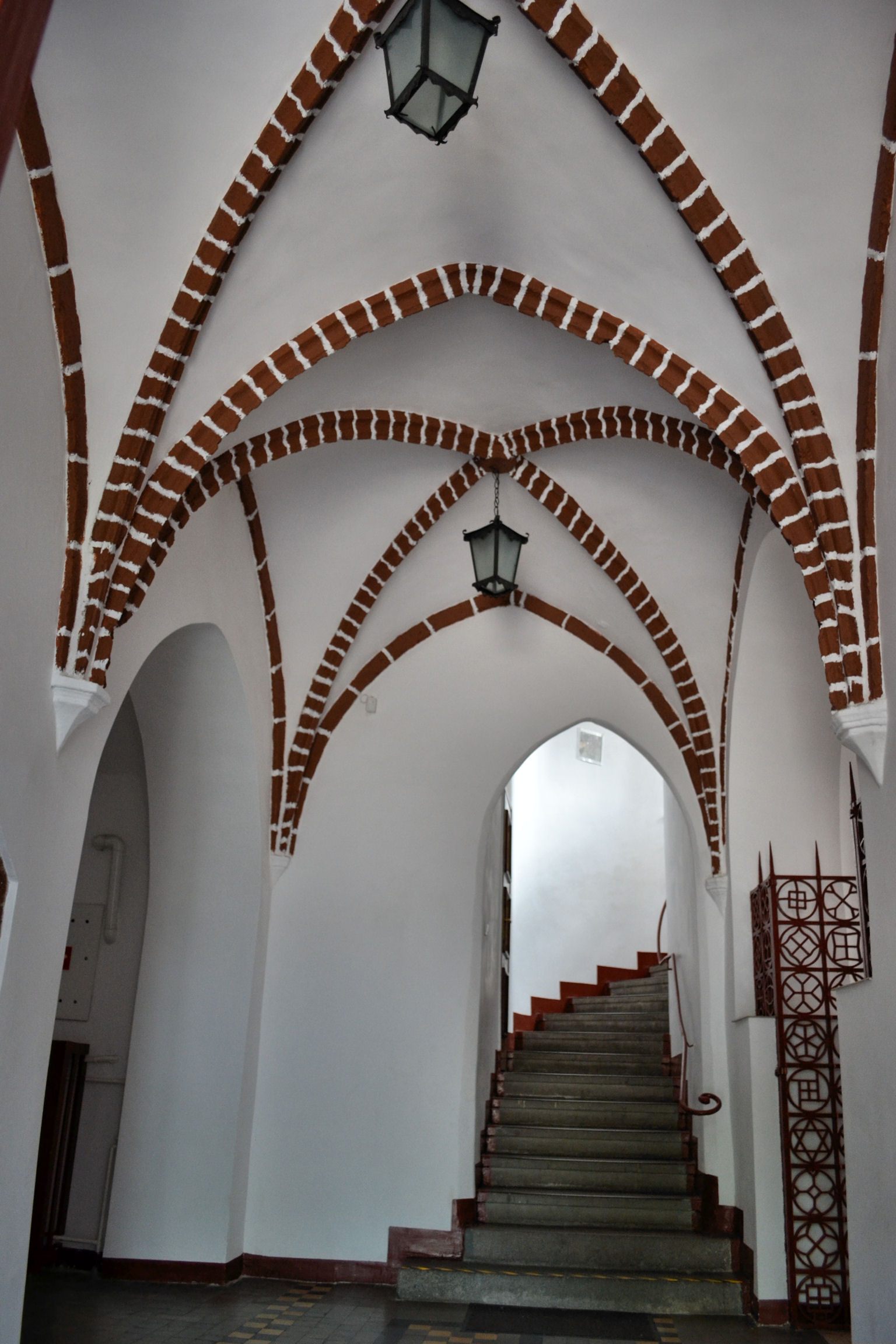
Sień w dawnym skrzydle klasztornym